# Mogh Changān
Mogh Changān (persiska: مغ جنگان, Mogh Jangān, مغ چنگان) är en ort i Iran.   Den ligger i provinsen Hormozgan, i den sydöstra delen av landet, 1 200 km söder om huvudstaden Teheran. Mogh Changān ligger 24 meter över havet och antalet invånare är 198.
Terrängen runt Mogh Changān är huvudsakligen platt, men norrut är den kuperad. Terrängen runt Mogh Changān sluttar västerut.Runt Mogh Changān är det ganska glesbefolkat, med 25 invånare per kvadratkilometer. Närmaste större samhälle är Banjī Meskī, 18,7 km söder om Mogh Changān. Trakten runt Mogh Changān är ofruktbar med lite eller ingen växtlighet.